# Martin Vivès
Pour les articles homonymes, voir Vivès (homonymie).
Martin Vivès, né le 25 mai 1905 à Prades (Pyrénées-Orientales) – mort le 25 décembre 1991 à Saint-Cyprien (Pyrénées-Orientales), est un peintre roussillonnais, résistant, conservateur du musée des Beaux-Arts de Perpignan.

## Un homme engagé[1]
Il effectue son service militaire du 23 octobre 1924 à 1928 au 3e régiment d'aviation à Mayence. Puis, il entre à la Mairie de Perpignan le 1er septembre 1929. En 1939, le département des Pyrénées-Orientales, débordé par l'afflux de réfugiés espagnols, fait face à l'urgence en parquant les républicains espagnols dans des camps (Argelès, etc.). En avril 1939, Martin Vivès (lui-même, d'origine catalane, est descendant de réfugiés carlistes) remarque l'exposition de dessins de réfugiés dans la galerie Chez Vivant à Perpignan. Ces artistes sont Antoni Clavé, Pedro Florès et Fontséré. Après les avoir rencontrés au camp des Haras (Perpignan), Martin Vivès utilise ses relations pour les faire libérer. Il ne cessera ensuite de faire sortir d'autres artistes espagnols des camps. De cet épisode demeurera une amitié indéfectible entre Antoni Clavé et Martin Vivès.
Martin Vivès entre en résistance en août 1940. Il diffuse le journal de la Résistance Vérités. Il dirige en 1941 le service municipal de ravitaillement et rationnement. Il reçoit en février 1942 la charge du recrutement-organisation-propagande des M.U.R (Mouvements unis de la Résistance). Le 26 janvier 1944, il fait sauter le bureau des renseignements militaires de Perpignan contenant les fichiers du S.T.O. Il se cache à Latour-de-France de juin 1944 à septembre 1944. Le 20 septembre 1944, il est nommé membre du comité départemental de libération.

## Un peintre roussillonnais
Élève de José Morell Macia en 1921 à Perpignan, il entre ensuite à l'école de la Llotja de Barcelone en 1922, puis à l'école Gauthier de Bordeaux en 1923. Il sera influencé par la peinture cézannienne, héritage qu'il affirme avec humilité « Cezanne mon maître, j'ai ignoré pendant longtemps que je cherchais ce qu'il a trouvé ». Sa propre peinture est marquée par une touche en aplats vifs, colorés, denses. Il fut l'ami d'Antoni Clavé, a régulièrement rencontré Raoul Dufy et a été l'une des rares personnalités à assister à l'enterrement d'Aristide Maillol. Peintre sans concession, il est resté hors des modes, il a refusé de se plier au goût du marché parisien et donc de « faire carrière à Paris » mais sa peinture connaît rapidement un fort succès. Profondément attaché à la terre catalane, il en a peint les paysages, les scènes de la vie quotidienne, les traditions. L'œuvre de Martin Vivès est marquée par une double identité : « J'aime, j'ai aimé et j'aimerai toujours quelques très grands peintres, je ne les ai jamais copié et personne ne me copiera jamais parce que quoique français je n'ai à aucun moment renié mon esprit foncièrement catalan. »
D'ailleurs, le critique Rafael Benet relevait aussi cette dualité lors d'une exposition à la Sala Parès à Barcleone : « En résumé la peinture de Martin Vivès tend à la création d'un style personnel, fuyant la fougue trop spectaculaire et tous les périls banals de la génialité. La culture française a donné le ton à l'artiste mais dans l'équilibre et la logique bat le sang ibérique. La biologie impossible à nier enflamme de façon romantique la logique et semble faire vaciller la normalité. Ce catalan de France peint avec audace. » Cependant loin d'être un peintre régionaliste Martin Vivès a toujours souligné la dimension universelle de la peinture : « Je ne me soucie pas du ton local, seule compte pour moi la valeur picturale. »
Il devint le conservateur du musée des Beaux-Arts de Perpignan de 1944 à 1968.
« Puissent-ils ceux que j'aime tant retrouver en voyant mes œuvres l'image et l'essentiel de moi vivant"

## Expositions et distinctions
- Salle Arago de Perpignan, de 1930 à 1937 (du 11 au 20 décembre).
- Sala Parès de Barcelone, 1935.
- Galerie Ror-Volmar, Paris, 1987 et 1989.
- Donation Martin Vivès à la ville de Prades.

- Grand Prix de la ville de Rome en 1972.
- Croix de guerre avec palme décernée en 1951.
- Référencé dans le Bénézit.
- Côté ArtPrice, Akoun.